# Anathana ellioti
Anathana ellioti é um pequeno mamífero arborícola da família Tupaiidae. É a única espécie do gênero Anathana. É endêmica das florestas montanhosas da Índia peninsular. Possui 16-18 centímetros de comprimento, mais uma cauda de comprimento igual ou maior que o do restante do corpo, e é um animal onívoro, alimentando-se principalmente de insetos e plantas.